# Eliud Wabukala
Eliud Wabukala (Contea di Bungoma, 1951) è un arcivescovo anglicano keniota.
Il 24 aprile 2009 è stato eletto come quinto Primate della Chiesa Anglicana del Kenya e come vescovo della diocesi della Cattedrale di tutti i Santi in Nairobi.

## Biografia
Eliud Wabukala fu educato in una famiglia anglicana e da giovane si spostava a piedi per circa 10 chilometri ogni giorno per frequentare la scuola elementare di Malakisi. Proseguì gli studi a Bitonge e quindi a  Kolanya, dove si diplomò nel 1969. Successivamente, trovò impiego come insegnante nelle scuole secondarie di Butonge, contribuendo all'istruzione delle due sorelle e di altri cinque fratelli.
Iniziò a lavorare come ufficiale clericale per la provincia di Nakuru, giungendo ad essere promosso alla posizione di ufficiale di distretto di livello 2, a Narok. Nel 1972, comprese che questa non era la sua vocazione e ritornò all'insegnamento a Kitale. Entrò a far parte della scuola di formazione per docenti a Kaimosi, nella quale due anni più tardi conseguì la qualifica di docente e fu assunto presso la scuola primaria di Naifarm, a Kitale. Successivamente, ottenne il trasferimento a Bungoma.
Nel 1985 lasciò la professione di insegnante per iscriversi al St. Paul's Theological College di Limuru, dove terminò gli studi tre anni dopo. Ancora obbligato a prestare la propria opera per la Commissione di servizio degli insegnanti, collaborò con la scuola secondaria di Matulo, vicino a Webuye, e con la scuola femminile di Nagina, non distante da Busia.
Nel 1990, Wabukala ricevette una borsa di studio dalla Chiesa anglicana del Canada, che gli permise di frequentare il Wycliffe College della Toronto School of Theology, il maggior centro ecumenico di formazione teologica cristiana del Canada, affiliato con l'Università di Toronto, dove nel '94 completò il dottorato.  Rientrato in Kenya, fu nominato docente del St. Paul's Theological College, a Limuru, del quale divenne decano accademico.
Il 13 ottobre 1996 fu eletto come primo vescovo di Bungoma, dove rimase in carica per i 12 anni seguenti. Dal 2000 al 2004, ricoprì la carica di vicepresidente del Consiglio nazionale delle chiese del Kenya e, nel quinquennio successivo, quella di presidente.
Il 24 aprile 2009, fu eletto Arcivescovo del Kenya, succedendo a mons. Benjamin Nzimbi. Il 5 luglio 2009 fu intronizzato nella Cattedrale di Tutti i Santi in Nairobi. Oltre ad essere il sesto Primate della Chiesa Anglicana del Kenya, nello stesso tempo Wabukala fu nominato dal presidente della repubblica keniota Mwai Kibaki al vertice del comitato direttivo della campagna nazionale anticorruzione, dopo essere stato membro del NACCSC per cinque anni.
Come il suo predecessore, Wabukala è un esponente di spicco del movimento del Riallineamento Anglicano nella Fellowship of Confessing Anglicans, rete di orientamento conservatore nata nel 2008, così come nell'ambito della gerarchia ufficiale della Global South, che riunisce 25 delle 39 province della Chiesa Anglicana. Nel ruolo di presidente della Global Anglican Future Conference (GAFCON) sostenne l'ingresso della Chiesa Anglicana del Nord America al'interno della Comunione anglicana.
A maggio del 2016 annunciò il suo ritiro previsto per il 26 giugno.
L'arcivescovo ebbe cinque figli in prime nozze. alla morte della moglie nel 2010, si sposò in seconde nozze l'11 maggio 2012 nel corso di una cerimonia che ebbe luogo a Mombasa.